# Carlos Maria da Silva Teles

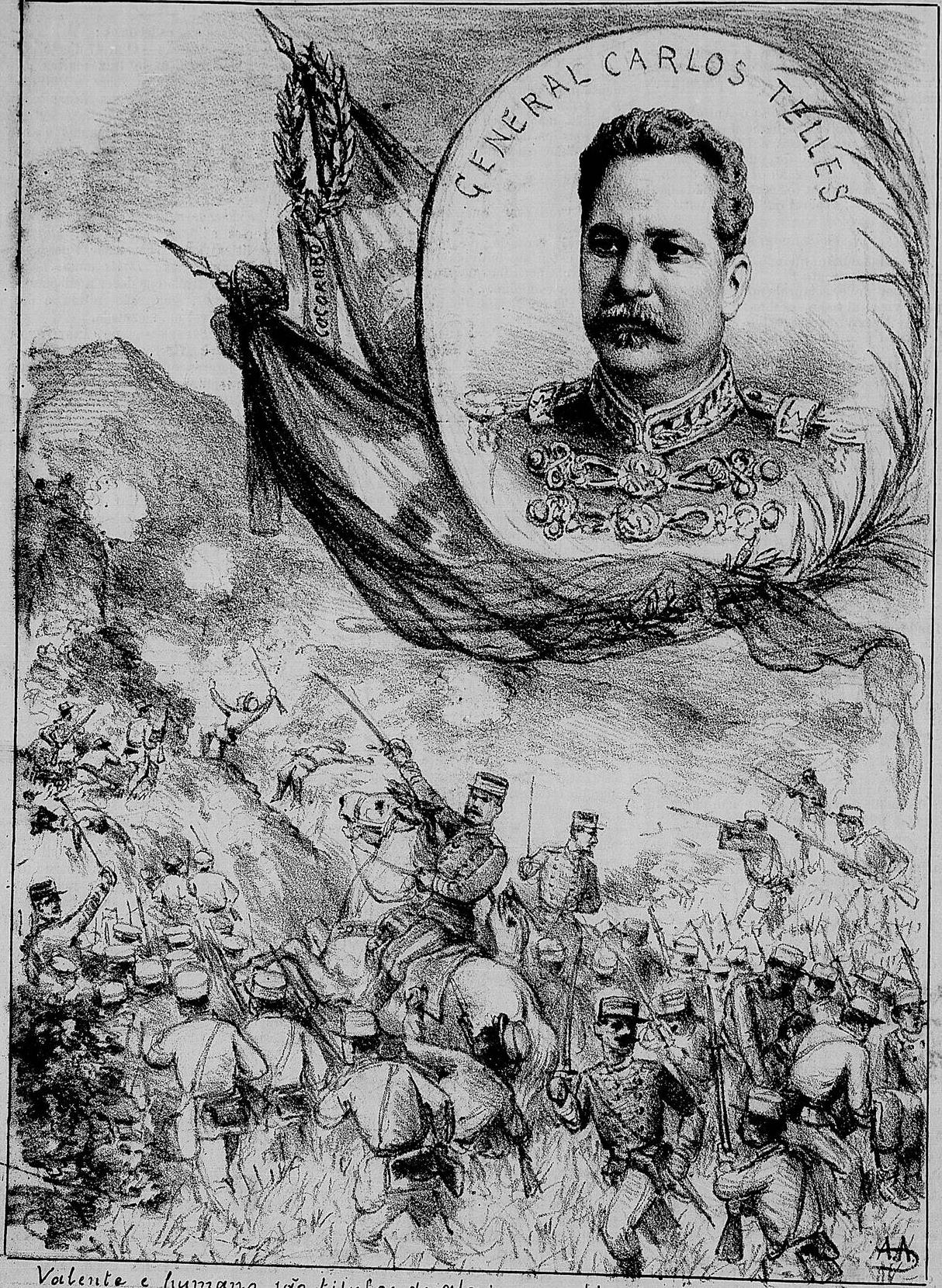
Alegoria póstuma em homenagem ao General Carlos Telles, falecido em Bagé no dia 7 de setembro de 1899.

Carlos Maria da Silva Telles (Porto Alegre, 31 de outubro de 1848 — Bagé, 7 de setembro de 1899) foi um militar brasileiro.
Sentou praça em 23 de junho de 1865, seguindo logo para a Guerra do Paraguai, onde juntou-se aos seus irmãos, que lá estavam cumprindo o seu dever.
No Passo da Pátria foi seriamente ferido, sendo promovido a alferes. Participou no reconhecimento às trincheiras do Passo-Pocú. Depois partiu para o Chaco, entrando nos combates de 18 e 26 de julho de 1868, presenciando em 5 de agosto a rendição do inimigo. Fez o assalto às linhas de Piquissiri e participou da Dezembrada, que rematou com a entrada do exército em Assunção. Em maio de 1869 marchou para Taquaral, seguindo em 19 de agosto para Pirajá, depois participou da ação da picada de Sapucaí. Distinguiu-se no assalto às fortificações de Peribebuí sendo elogiado em ordem do dia.
Terminada a guerra do Paraguai, voltou para o Rio Grande do Sul. Em 26 de junho de 1874 seguiu para São Leopoldo e depois para Ferrabrás, onde participou dos combates à Revolta dos Muckers.
Em 1889, esteve no Mato Grosso, sob o comando do marechal Manuel Deodoro da Fonseca, seguiu no mesmo ano o Amazonas, para servir no 24º Batalhão de Infantaria, no caminho sou da proclamação da República.
De volta à terra natal, defendeu Bagé dos ataques revolucionários na Revolução Federalista, no chamado Cerco de Bagé.
Mais tarde, participou da Guerra de Canudos, servindo sob as ordens do general Cláudio de Amaral Savaget, lutando em Cocorobó e tomou parte no assalto de 10 de julho, onde foi gravemente ferido.